# Chris Moneymaker
Christopher Bryan Moneymaker (Atlanta, 21 novembre 1975) è un giocatore di poker statunitense, vincitore delle World Series of Poker 2003.
La sua vittoria è generalmente considerata la causa del boom del poker degli anni successivi alla sua vittoria (il cosiddetto "effetto Moneymaker").
Nel 2019 è stato inserito nella Poker Hall of Fame.

## Carriera
Moneymaker ha frequentato la Farragut High School a Farragut e dopo ha preso un master universitario in contabilità all'Università del Tennessee. Era un membro della confraternita "Pi Kappa Phi" durante i suoi anni al college.
Moneymaker lavorava come contabile quando vinse un posto all'evento principale delle World Series of Poker, che ha come quota d'iscrizione (buy-in) di 10.000 dollari, del 2003 attraverso un torneo satellite di 39 $ giocando on-line su PokerStars. Benché fosse sconosciuto prima del torneo, il primo giorno del torneo ottenne con la sua abilità l'attenzione dell'assegnatore di handicap Lou Diamond, che chiamò Moneymaker il suo «cavallo nero per vincere l'intero torneo». Moneymaker riuscì a vincere il primo premio di 2,5 milioni di $, diventando subito una stella del poker. Era il suo primo torneo di poker dal vivo.
Una delle mani più memorabili fu quella che ebbe nella partita contro Sam Farha, quando sul river ha bluffato facendo un all-in con solo un Re come carta alta. Farha lasciò con una coppia di nove, cambiando rapidamente lo slancio della partita. Moneymaker alla fine vinse le World Series of Poker quando la sua mano 5♦ 4♠ vinse contro il J♥ 10♦ di Farha con J♠ 5♠ 4♣ 8♦ 5♥ come carte comuni, avendo Moneymaker realizzato un full. Farha comunque vinse una partita di rivincita su Pokerstars un mese dopo.
Moneymaker ha continuato a giocare nel World Poker Tour, giungendo secondo allo Shooting Stars event del 2004 vincendo 200.000 $..
Dopo aver vinto le World Series of Poker, ha lasciato il suo lavoro per fare il portavoce per i campionati di poker di Harrah's Entertainment e di PokerStars. Ha anche cominciato a viaggiare per giocare in tornei più grandi.
Moneymaker è sposato ed ha una figlia di nome Ashley, nata 3 mesi dopo la sua vittoria alle World Series of Poker. La sua autobiografia, Moneymaker: how an amateur poker player turned $ 40 into $ 2,5 million at the World Series of Poker, è stata pubblicata nel marzo del 2005.

## Curiosità

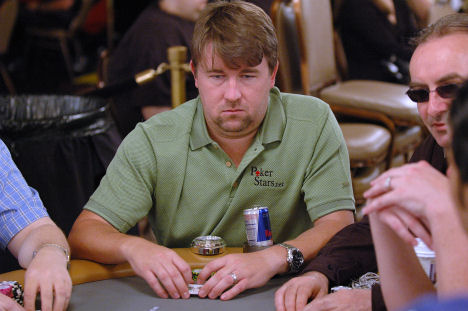
Chris Moneymaker alle World Series of Poker 2006.

Il cognome di Moneymaker è un attronimo. Il suo cognome non è uno pseudonimo ed è in effetti il suo vero nome di nascita. "Moneymaker" è infatti una modifica di un cognome tedesco, che è approssimativamente "Nurmacher".